# Zodion bellum
Zodion bellum är en tvåvingeart som beskrevs av Camras 2004. Zodion bellum ingår i släktet Zodion och familjen stekelflugor. Inga underarter finns listade i Catalogue of Life.